# Beats Per Minute
Beats Per Minute – amerykański internetowy magazyn muzyczny założony w 2008 roku przez Evana Kaloudisa, poświęcony recenzjom, wiadomościom, wywiadom i prezentacjom ze świata muzyki.

## Historia
Magazyn Beats Per Minute został założony przez studenta Fordham College w Lincoln Center, Evana Kaloudisa w 2008 roku jako One Thirty BPM. Nazwa nawiązywała do tekstu piosenki „Suffer for Fashion” zespołu Of Montreal. One Thirty BPM liczył na początku pięciu pracowników rozrastając się po trzech latach do ponad 50 współpracowników w Stanach Zjednoczonych, Wielkiej Brytanii, Niemczech, Australii i Nowej Zelandii. Ma biura w Nowym Jorku i Los Angeles. Z początkiem 2012 roku zmienił nazwę z One Thirty BPM na Beats Per Minute, jako prostszą i łatwiejszą do zapamiętania przez użytkowników.

## Profil
Beats Per Minute publikuje najnowsze recenzje, wiadomości, media, wywiady i felietony zarówno z głównego nurtu muzycznego jak i muzyki niezależnej. Chociaż zajmuje się wieloma gatunkami muzycznymi, to specjalizuje się w rocku, hip-hopie i muzyce elektronicznej. Jest cytowany w takich magazynach jak, między innymi: Exclaim!, FACT Mag, Forbes, The Guardian, Kotaku, NME, The A.V. Club, Paste, Pitchfork, Stereogum czy Tiny Mix Tapes, a także w serwisach agregujących recenzje: Metacritic i Album of the Year.

## System ocen
Beats Per Minute stosuje procentowy system ocen, od 0% – „pogardliwy”, do 100 – „idealny”. 